# Gladiolus
Gladiolus Tourn. ex L., 1753 è un genere di piante appartenente alla famiglia delle Iridaceae.
Originario dell'Africa e dell'Eurasia, dà piante perenni bulbose o rizomatose, spontanee nell'area mediterranea europea, nell'Europa centro-orientale, in alcune isole tropicali africane e nell'Africa australe.

## Descrizione
Tali piante possono avere altezze variabili da 20 cm a 1 m a seconda della specie, con cormi di forma depressa.
Il corpo da cui il gladiolo prende origine non è, come erroneamente viene definito, un vero e proprio bulbo ma è piuttosto un bulbo-tubero detto cormo.
Il nome latino attribuitogli da Plinio il Vecchio è dovuto alla forma delle foglie simili alla corta spada romana, il gladius.
I fiori variamente colorati, e poco durevoli, sono portati da spighe erette.

## Tassonomia
Tra le molte specie, ibridi e relative cultivar citiamo:
- G. gandavensis che porta una decina di fiori aperti contemporaneamente, produce un basso numero di nuovi cormi intorno al cormo principale.
- G. lemoinei caratterizzata da una macchia scura sui tepali inferiori, porta pochi fiori aperti contemporaneamente sullo stelo, ha spesso la spiga ramificata, può portare fiori di colore blu, produce molti cormi.
- G. nanceyanus ha fiori di grandi dimensioni con una macchia di colore vivo sui tepali inferiori, poco numerosi quelli aperti contemporaneamente.
- G. childsii che ha steli vigorosi e fiori molto grandi.
- G. primulinus con il fusto esile che porta piccoli fiori dalle tinte varie e delicate ed il petalo superiore centrale molto piegato in avanti, si presta alla forzatura.
- G. colvillei con steli esili che portano fiori piccoli; viene sempre più raramente coltivato per la fioritura invernale, forzandolo in cassoni o in serra nel Nord Italia.
- G. tristis che ha steli sottili ma robusti, dai fiori bianco-crema con una macchia rossastra, adatta alla forzatura invernale, può essere riprodotto per seme mantenendo le proprie caratteristiche.

Alcune specie sono spontanee anche in Italia, tra queste la più diffusa è Gladiolus italicus Mill., specie dalla corolla color rosa cremisi, chiamata volgarmente pancacciuola o fil di spada, diffusa dal livello del mare fino ai 1.000 m, nell'Isola d'Elba, in Liguria e in Toscana.

## Usi
Come piante ornamentali vengono utilizzati i numerosi ibridi derivati dalla selezione delle ibridazioni, durate più di un secolo, tra le specie esotiche africane, come il G. cruentus, il G. floribundus, il G. oppositiflorum, il G. primulinus il G. psittacinus e il G. quartinianus, dal portamento elegante e la forma dei fiori stilizzata dai colori brillanti, delicati o intensi.
Le varietà in miniatura vengono coltivate in vaso per decorare i terrazzi.
I gladioli a fiori grandi sono coltivati nei giardini per bordure miste o macchie di colore, e industrialmente per la produzione del fiore reciso.

## Coltivazione
Di facile coltivazione in pieno sole, preferisce suolo fertile, leggero e sciolto; viene facilmente colpito da malattie se coltivato su terreno pesante con ristagno di umidità o nei suoli calcarei.
È consigliata qualche concimazione anticipata, annaffiature non eccessive ma abbondanti nel periodo della fioritura, associandovi un fertilizzante liquido minerale, anche per favorire lo sviluppo dei cormi.
La moltiplicazione avviene solitamente per interramento dei cormi (i piccoli cormi che si formano a lato del cormo principale) o con i cormi a cui è stata lasciata almeno una foglia dopo la raccolta del fusto fiorito, e che sono stati tolti dal terreno in autunno, asciugati in luogo riparato sottoposti eventualmente a disinfestazione e conservati in ambienti freschi e secchi, per evitare la precoce emissione dei getti.
I cormi vengono generalmente interrati alla fine del periodo freddo, ad almeno 5–10 cm di profondità o di più nei terreni siccitosi; per ottenere fioriture scalari si possono piantare in momenti diversi.
Questo tipo di moltiplicazione agamica garantisce la perfetta riproduzione dei caratteri delle cultivar, ottenendo buone fioriture già dal primo anno.
Nelle produzioni industriali le piante vengono trattate come annuali, utilizzando i cormi per una sola fioritura e scartandoli alla fine del ciclo produttivo.
La moltiplicazione può avvenire con la semina, ottenendo nella maggior parte dei casi dei poli-ibridi dalle caratteristiche molto variabili, le piante ottenute da seme iniziano a fiorire dal 2-3 anno.

## Avversità
- Insetti
  - Coleotteri:

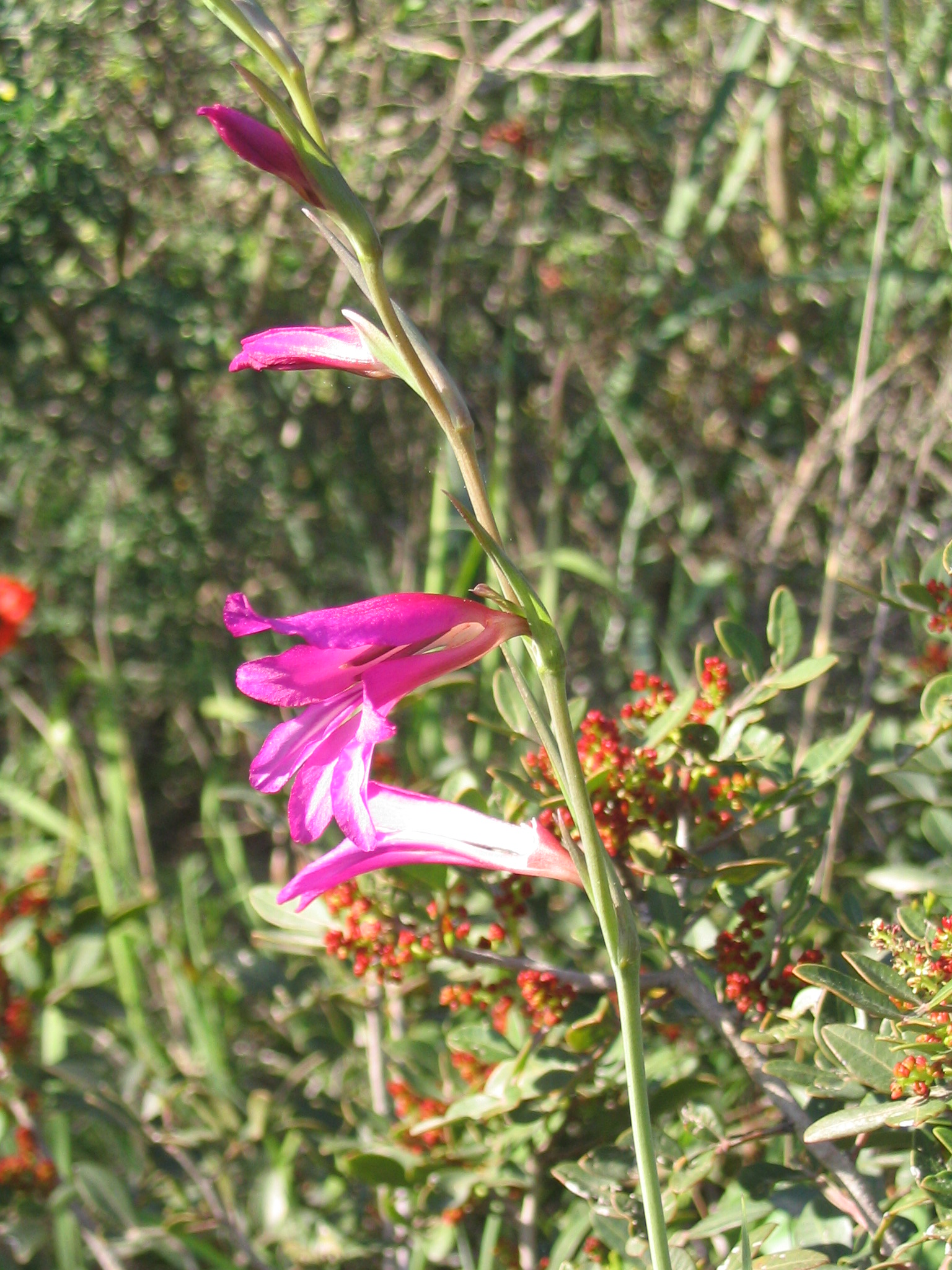
Gladiolus italicus

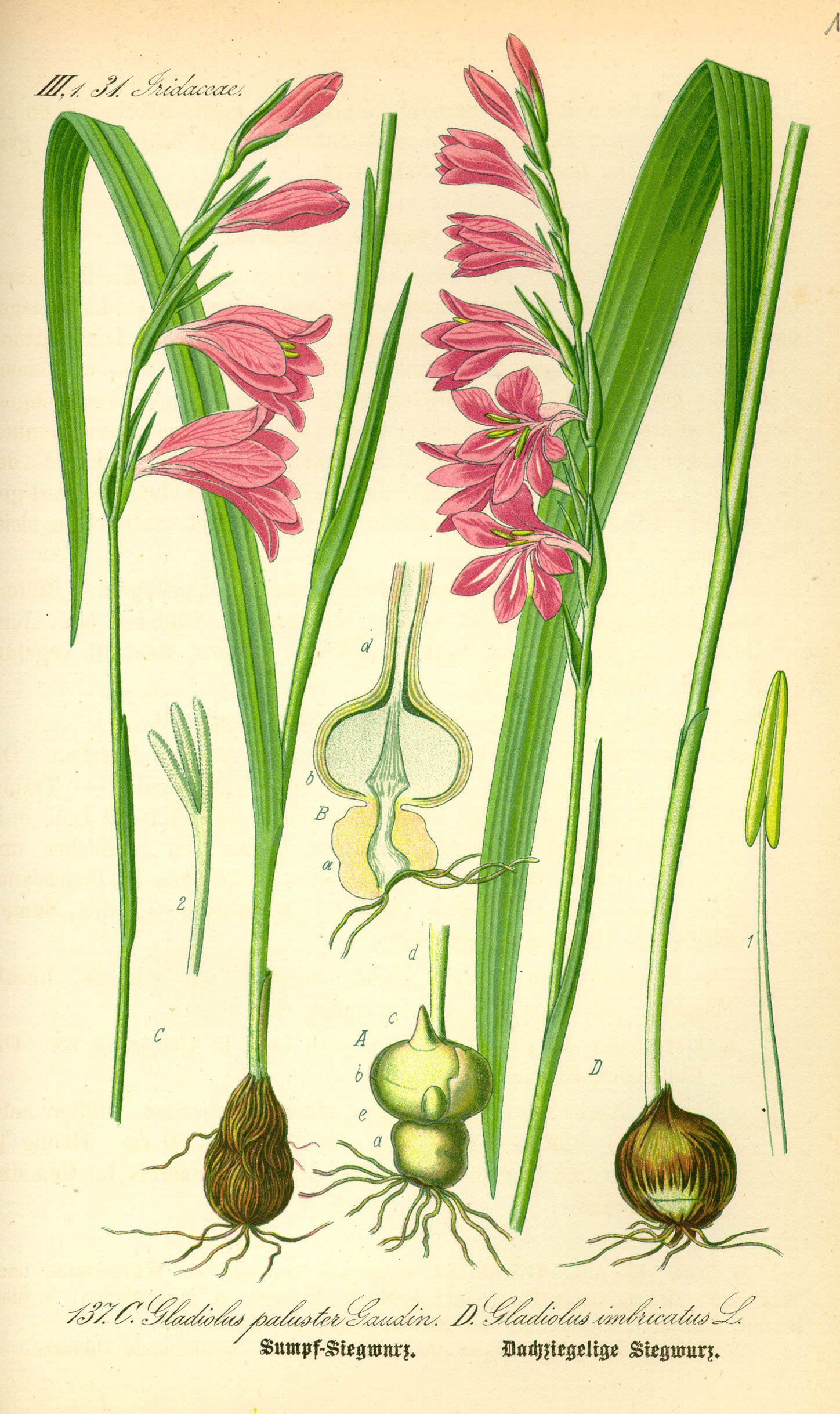
Gladiolus palustris

    - Elaterio le larve di Agriotes lineatus L. provocano erosioni delle parti tenere del tratto ipogeo del fusto, poco al di sopra del cormo

  - Ditteri:
    - Mosca dei bulbi le larve di Eumerus strigatus Fall. penetrano all'interno dei cormi divorandoli
    - Mosca del narciso le larve di Lampetta equestris F. penetrano all'interno dei cormi cibandosene

  - Emitteri:
    - Afide dei bulbi adulti e neanidi di Yezabura tulipae (Börn.) provocano il deperimento dei cormi conservati in magazzino

  - Lepidotteri:
    - Piralide le larve di Pyrausta nubilialis (Hb.) penetrano all'interno dei fusti per nutrirsene scavando numerose gallerie

  - Tisanotteri:
    - Tripide delle serre l'attacco di Heliothrips haemorrhoidalis (Bouché) con le punture provoca ingiallimento, arrossamento e disseccamento delle foglie
    - Tripide del tabacco le punture di Thrips tabaci (Lind.) provoca ingiallimento, arrossamento e disseccamento delle foglie
- Funghi:
  - Fusariosi i cormi attaccati da Fusarium oxysporum (Schl.) var. gladioli (Massey) marciscono e le foglie diventano gialle e appassiscono
  - Maculatura fogliare sulle foglie colpite da Septoria gladioli (Pass.) appaiono macchie dapprima rossastre poi brunastre, con formazione di tacche indurite di aspetto depresso
  - Marciume asciutto le foglie attaccate da Sclerotinia gladioli ingialliscono per poi presentare macchie brunastre, se il cormo presenta tacche brunastre e dissecca si parla di gangrena secca; l'attacco in condizioni ambientali sfavorevoli provoca la mummificazione dell'intera pianta, che forma un ammasso unico disseminato di sclerozi
  - Marciume del bulbo l'attacco di Botrytis sp. distrugge dapprima l'apparato radicale e il cormo dove si formano piccoli sclerozi nerastri, poi colpisce la parte centrale della pianta e le infiorescenze
  - Muffa verde i rizomi-tuberi attaccati da Penicillium gladioli (Machacek) marciscono mostrando una effiorescenza verdognola formata dai conidiofori e conidi
  - Ruggine sulle foglie, fusti e a volte sui cormi attaccati da Urocystis gladioli si notano pustole tondeggianti di colore nero-brunastro, che contengono un materiale polverulento formato dalle spore
- Batteri:
  - Marciume molle alla base delle foglie colpite da Bacterium marginatum si nota una distruzione profonda dei tessuti
- Virus:
  - Colorazione irregolare dei fiori i fiori colpiti presentano i petali con colori alterati con variegature più chiare

## Simbologia

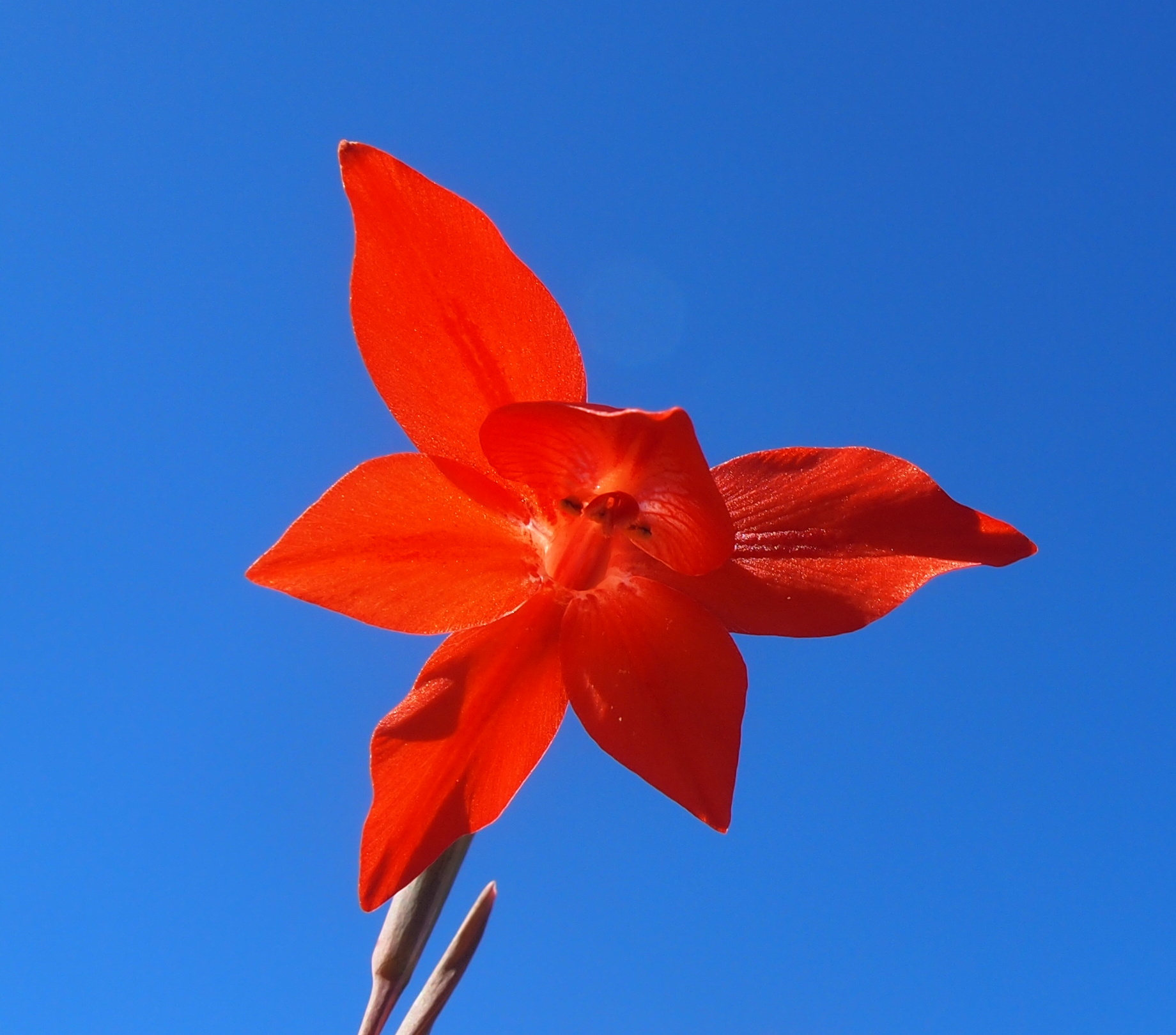
Gladiolus watsonius

Il gladiolo rosso è utilizzato dalla mafia cinese, all'interno della propria comunità in Italia, come emblema della minaccia di morte. Chi riceve questo simbolo è spinto dai criminali connazionali al silenzio.